# استان کاتین
استان کاتین (به اسپانیایی: Cautín Province) یک استان در شیلی است که در منطقه آرائوکانیا واقع شده‌است.

## خصوصیات
استان کاتین ۱۸٬۴۰۹٫۰ کیلومترمربع مساحت و ۶۹۲٬۵۸۲ نفر جمعیت دارد.